# Resort to Love
Resort to Love ist ein US-amerikanischer Romantik-Fernsehfilm, der 2021 auf Netflix veröffentlicht wurde.

## Handlung
Die Sängerin Erica aus New York City scheitert mit ihrem Pop-Projekt genauso wie mit ihrem Verlobten Jason, der ihre geplante Hochzeit in letzter Sekunde absagt. Durch Zureden ihrer Freundin entschließt sie sich als Sängerin für eine Saison in einem Ferienclub auf Mauritius aufzutreten. Erst vor Ort erfährt sie, dass sie zahlreiche Hochzeiten zu singen hat.
Zufällig kommen auch ihr Exverlobter Jason und seine neue Freundin auf die Insel, um in dem Ferienclub zu heiraten. Außer sich will Erica zuerst kündigen und abreisen, aber Jasons ahnungslose Freundin Beverly und sein Bruder Caleb können sie besänftigen.
Erica findet sichtlich Gefallen an Caleb und kommt ihm näher. Ebenso bittet sie ihren Exverlobten nun abzuschließen und sich auf seine neue Beziehung einzulassen.
Die Hochzeit findet statt und schließlich kommen Erica und Caleb als Paar zusammen.

## Kritik
„Wenn überhaupt, dann ist der Film für die schönen Landschaftsaufnahmen und die attraktiven Menschen sehenswert. Wem das reicht, kann sich vor der Kulisse des sanft wogenden Meeres berieseln lassen. Oder auch von dem Gefälligkeitspop, der immer mal wieder davon abzulenken versucht, dass hier niemand etwas zu sagen hatte.“